# Miles Smiles (Jazzclub)
Das Miles Smiles ist ein Jazzclub im 8. Wiener Gemeindebezirk Josefstadt, der 1981 eröffnet wurde und nach dem gleichnamigen Jazz-Album von Miles Davis benannt wurde.

## Aufnahmen
In dem Jazzclub entstanden seit 1981 Aufnahmen von Zakir Hussain, Aladár Pege, Hans Koller, Jim Pepper, Barbara Pflüger, Uli Soyka, Dieter Glawischnig/Ewald Oberleitner, Max Nagl, Noël Akchoté oder Nikola Jaritz.